# 昆仑关战役
昆仑关战役，又稱血戰崑崙關，是1939年第二次中日战争期间在廣西邕寧縣（南宁）东北的昆仑关发生的一次大型山地作战，是桂南會戰的一部分。昆仑关战役开始于1939年12月18日，中国第一支机械化部队——国民革命军陆军第五军与侵华日军第五师团之间展开会战，经过激烈战斗，国民革命军陆军第五军以伤亡14,000余人之代价，殺死侵华日军4,000余人，几乎第五师团第二十一旅团全滅，日方的少将旅团长中村正雄陣亡。
1939年11月15日，日本军在北海湾龙门港登陆，攻占钦州、防城后，以一个师团又一个旅团的兵力于24日沿邕钦公路北犯侵占南宁。12月4日进占昆仑关，桂南会战打响。国民政府调集四个战区五个集团军的兵力参加桂南会战，以确保桂越国际交通线的安全。國軍第三十八集团军第五军奉命主攻昆仑关，12月18日凌晨战斗开始打响。12月30日第五军第三次攻佔昆仑关，消滅第21旅团4,000余人，21旅团班长以上的军士官死亡达85%以上，日军少将旅团长中村正雄陣亡。

## 起因
日軍在1938年武漢會戰中期成功佔領廣州以後，希望進一步斷絕援華路線的南方路段，也就是從越南至廣西的運輸路線，因此於1939年11月對第四戰區發動新一波進攻，以第五師團為主攻部隊從廣州等地往北進攻，日軍在會戰初期進展順利並於12月4日佔領崑崙關，至此廣西交通已被日軍控制大半。
1939年9月19日，日本開始移兵廣西:155。10月，國民政府在衡山召開第二次南嶽軍事會議，總結第一次長沙會戰之作戰情況，並決策發動新攻勢:156。11月5日，會議結束，蔣接獲「日本有南犯企圖」情報:156。
11月9日，日本全部進攻部隊在三亞港集結完畢:156。11月15日，日军第五师团以及台湾混成旅团首先从钦州湾企沙、龙门等地登陆，桂南会战爆发。日本軍第5師團突然在廣州欽縣登陸:156，11月24日佔領南寧，12月初佔領崑侖關；日本軍原擬乘虛由貴州直攻重慶，國軍方面旋即調集大軍反攻，白崇禧擔任桂林行營主任及林蔚擔任參謀長共同指揮:154。

## 地理環境
日軍在桂南會戰所攻占的南寧為廣西的舊省會，地處盆地，在廣西內算是重要的交通與物資生產地，南寧往北便是海拔300－500公尺的丘陵群，當地建有兩條主要交通線，一處為南寧往北通往武鳴縣的公路；另一條為東北通至賓陽縣的賓寧公路。前者的主要防禦點為南寧北方約20公里外的大高峯隧，賓寧公路方面則是距離南寧50公里外的崑崙關，到崑崙關前沿路每隔幾公里便有一處村落，命名從三塘、四塘依序到九塘，最後便是崑崙關。崑崙關位於南寧東北，在大明山中，扼南寧赴湖南、貴州之沖隘，長約數十里，形勢險要:170。崑崙關山嶺延綿，歷來為兵家必爭之地，遠至宋朝，狄青征南時此處便是著名戰場:160。

## 國民政府的對策

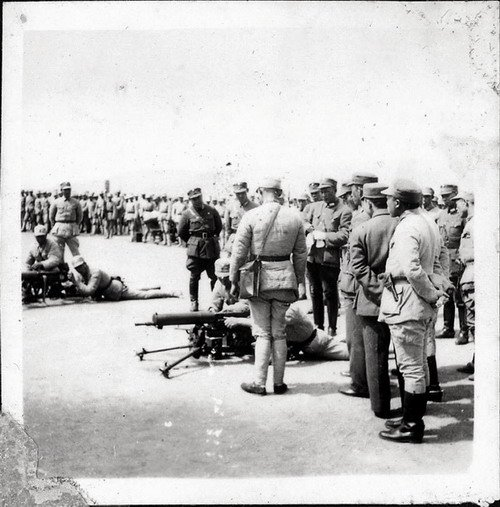
崑崙關戰役前，白崇禧前往前線視察杜聿明第五軍士兵戰備情況

國民政府得知日軍行動後，當時廣西除了桂系部隊以外並無重裝部隊可供反擊。在日軍推進已到極限時，重慶方面才開始進行反擊行動，國民政府軍事委員會委員長蔣介石決定投入剛整編完成之中央軍第五軍以及其隸屬裝甲兵團，砲兵部隊（包含重砲連），廣西重要戰略據點崑崙關進行強攻。此戰也是少數國民革命軍為攻方、日軍為守方的戰役。
由於擁有數量優勢，攻方國民革命軍的作戰目標採取了三方包圍策略，第五軍負責主攻，其中200師與榮譽第一師負責北面及東面之強攻任務，新22師則負責由西面迂迴包抄，戰車部隊則分散使用掩護強攻部隊進攻。桂系部隊則負責助攻。
12月初黃正成奉令指揮桂南地區的砲兵部隊（包含重砲連）協同第五軍主攻崑崙關。他立即前往桂南並帶駕駛兵一員到步兵前哨觀察日軍的陣地後擬定作戰計畫。12月15日收到行營的攻擊令黃指揮官召集各砲營長及連長分配攻擊任務，選擇砲陣地及觀測所的位置，並要求所有的砲連，偽裝蔭蔽必須作得很好，因日軍有制空權，一旦砲兵陣被日軍發現，他們一定會派飛機來轟炸，同時協調友軍作好掩護步兵及戰車的進攻。
各師集中完畢後，12月16日國民革命軍第五軍軍長杜聿明在遷江附近召開團長以上之軍事會議:96。

## 會戰經過
12月17日，今村中將認為南寧北面無戰事，命令向龍州和鎮南關進攻，去奪取中越邊境上的兩個戰略要地:160。
12月18日凌晨國軍重砲兵團和師之山砲兵營，集中砲兵之火力向昆侖關及周圍陣地砲擊:99。國軍發起全面攻擊，北路軍主力國軍機械化第五軍由杜聿明指揮，負責收復戰略要地崑崙關，「崑崙關大捷」就是北路軍獲得的。在這次收復崑崙關的戰鬥中，第五軍之第二百師、榮譽第一師負責正面主攻崑崙關﹔第五軍之新二十二師由小路迂迴崑崙關，攻佔五塘、六塘，並負責阻擊救援崑崙關的日軍。崑崙關守敵為日軍第五師團主力第二十一旅團的松本總三郎大隊。12月18日，第五軍對崑崙關的攻擊開始，在重砲兵團及各師砲營的砲火掩護下，第二百師與榮譽第一師開始對日軍崑崙關外圍據點猛烈攻擊。當天，榮譽第一師就攻佔了崑崙關附近的仙女山、老毛嶺、萬福村、羅塘和四一一高地。第二百師第五九八團在團長高吉人指揮下，攻佔六五三、六〇〇高地:99。該師五九九團在團長柳樹人指揮下，在戰車掩護下沿公路長驅直入，佔領崑崙關:99。
12月19日午後，日軍大批飛機出動掩護反攻，崑崙關被日軍奪去:99。日軍對奪回崑崙關的國軍狂轟濫炸，日軍第五師團長今村均派出第二十一旅團第二十一聯隊，由聯隊長三木吉之助大佐率領向崑崙關瘋狂反撲，付出巨大傷亡。邱清泉新編第二十二師右翼迂迴支隊，佔領五塘、六塘:99。後來五塘又被日軍反攻奪去，國軍堅守六塘，阻日軍增援:99。隨後，國軍又重新開始向崑崙關進攻，將崑崙關日軍全部包圍。當夜，榮譽第一師攻佔九塘西側高地。同時新編第二十二師頑強阻擊日軍增援部隊，邱清泉親率新二十二師主力在六塘與自南寧來援的日軍台灣混成旅團大戰。
至12月20日，崑崙關日軍漸漸支持不住了，頻頻告急，今村均命令第二十一旅團長中村正雄親率第四十二聯隊增援崑崙關。新二十二師在五塘頑強阻擊第四十二聯隊，使其兩天不能越雷池一步。直到12月22日拂曉，第四十二聯隊才到達七塘，後與國軍阻擊部隊激戰，始終不能直接支援崑崙關的日軍。日軍第21旅團長中村正雄少將，親率第42聯隊千餘人，在10輛戰車掩下，向國軍進攻羅塘之榮譽第一師反攻，被國軍榮譽第一師第一、第三兩團包圍阻擊:106。據收復崑崙關後繳獲日軍日記記載，12月24日：「第二十一旅團長中村正雄少將在九塘被中國軍隊砲火擊斃。」:100
第二〇〇師、榮譽第一師調整攻擊部署，12月25日榮譽第一師第二團在團長汪波指揮下，再次攻克羅塘南高地:100。榮譽第一師步砲協同攻下羅塘南高地，全殲守敵200餘人。鄭洞國命令汪團繼續向老毛嶺、四四一高地進攻，在四四一高地進行反復爭奪:101。其它各部也依次攻克崑崙關周邊諸高地。第二團傷亡很大，陣地在國軍穩固控制之中，從而給崑崙關日軍致命打擊，但日軍仍堅持固守中:101。但同時，日軍的增援部隊也撲過來了，當天，日軍台灣混成旅團之兩個聯隊到達八塘，日軍第42聯隊到達九塘。第二〇〇師第五九八團在高吉人團長指揮下，兩次攻克同興堡日軍據點陣地，第六〇〇團在劉少峰團長指揮下，攻克六〇〇高地，該師傷亡很大:101。面對新的情況，新編第二十二師被調回與第二〇〇師及榮譽第一師全軍合力猛攻崑崙關。同時，白崇禧新調五個師全力打擊八塘以南日軍援軍。
界首高地位於崑崙關北，是保關口之日軍堅固據點，是屬第二〇〇師戰鬥境內，因該師擔負不了對界首攻堅任務，杜聿明命令鄭洞國派該師第三團歸戴安瀾師長指揮，於12月28日晚對界首攻擊:101。第二〇〇師師長戴安瀾親自指揮榮譽第一師第三團，開始攻擊界首高地。日軍機在上空盤旋，該團對界首強攻，在日軍火力側擊下，傷亡很大，組織爆破手，用手榴彈從日軍據點槍口投入，多次失敗:101。入夜12時對峙中，該團九個步兵連，有七個連長傷亡，鄭庭笈身邊之司號長李均也中彈陣亡:101。杜聿明要鄭庭笈不顧重大犧牲之代價，一定要攻克界首陣地，利用夜間調整部署，選突擊隊，編成突擊組:101。
12月29日，第五軍軍長杜聿明根據幾天之戰鬥情況判斷，崑崙關外圍據點基本已被國軍占領，日軍已成強弩之末，於是調整部署，以新編第二十二師為中央隊，接替榮譽第一師擔任主攻；將傷亡較重之榮譽第一師改為右翼隊，將擔任預備隊之第二〇〇師調為左翼隊；軍直屬之第一、二、三補充團改為預備隊，位置於新編二十二師後跟進，隨時支援新編第二十二師之戰鬥:107。早晨，軍部重砲兵開始對界首陣地猛擊，砲彈均命中陣地上，各突擊隊分別向界首陣地匍伏前進，在三小時激戰中，國軍攻克界首陣地，移交新編二十二師派兵接替，第三團歸還建制:101。12月30日新編第二十二師鄧軍林團第三次收復崑崙關:101。
12月30日，午後，中方增兵四到五千人，伴隨著戰車前進擊潰了日方陣線。隨著日方彈藥用盡，縱然定位了中方的砲兵陣地，日方也無法反擊。見此，聯隊長三木吉之對中村正雄少將陣亡後，代理團長的坂田元一大佐提出後退重整戰線的請求（若日方堅守崑崙關，勢必帶來全滅的結果）。因此日方決定棄守崑崙關，並且訂12月31日早晨為期退守到一至兩公里後的九唐。為此，日方野砲兵第5連隊放棄掘出三門原本已經掩埋的改造三八式野砲後退。就這樣，日方在後方九唐的陣地中迎來1940年（昭和15年）
12月31日，邱清泉師長率新二十二師以凌厲攻勢突入崑崙關，守衛崑崙關的日軍第21聯隊長三木吉之助大佐被擊斃（實則誤傳，該大佐聯隊長依舊參與後續作戰），國軍大獲全勝。
在整個崑崙關大戰中，日軍第21旅團的兩個主力聯隊第42聯隊和第21聯隊被全部殲滅，第21旅團已經名存實亡。國軍在戰鬥中擊斃第5師團第21旅團長中村正雄少將，第42聯隊長、接任中村的代旅團長坂田元一大佐，第21聯隊長三木吉之助大佐、副聯隊長生田滕一，第1大隊長杵平作，第2大隊長官本得，第3大隊長森本宮等，日軍班長以上軍官被擊斃達百分之85以上，士兵有4,000餘人死亡:101-102。生俘士兵102人，戰馬79匹、山砲10門、野砲12門、戰防砲10門、輕機槍102挺、重機槍80挺、步槍2,000餘枝:102。此次战役是一場成功的攻堅战，在此之前，國軍未曾攻克過日軍一個連把守的地方，而在此次战役中，中華民國國軍英勇作战，將日軍第21旅團完全殲滅。
該戰役於1939年12月18日開始，1940年1月11日告一段落。雖然至此第五軍成功殲滅崑崙關之日軍及增援部隊，但因為損傷過重必須撤出战场修整，由桂系友軍接手防衛任務。此時零星衝突不斷，以致崑崙關在戰役結束後曾再度被日軍佔領，直到同年2月24日，中國守軍才真正確保对崑崙關戰略要點的控制。
崑崙關戰役後，日本陸軍在1940年1月19日運輸3,389名補充人員至第5師團補充作戰損失，其中步兵第21聯隊接收補充人員1,848名，步兵第42聯隊接收補充人員814名，很可能與日軍於崑崙關戰役戰死與重傷後送回國人數大致相符（輕傷現地住院者應不計在內），且依照本次戰役屢次出現日軍據點遭國軍攻陷而據點守軍全員戰死的情形，此2,662名補充人員很可能多數是補充戰死所產生的缺額。

## 參戰部隊

### 桂林行營
白崇禧擔任桂林行營主任及林蔚擔任參謀長

#### 中央軍
- 國軍集中了廿七個師共廿五萬人
- 國民革命軍第卅八集團軍（司令：徐庭瑤上將）
- 國民革命軍第五軍（軍長：杜聿明）
  - 榮譽第一師（師長：鄭洞國）
  - 第二〇〇師（師長：戴安瀾）
  - 新編第二十二師（師長：邱清泉）副師長廖耀湘 團長熊笑三
  - 砲兵（南路指揮官：黄正成）（連長：林初耀）
    - 砲兵第十团第一营、砲兵第十四团第一营、砲兵第四十三团第二营（2公分高射砲6门）、砲兵第四十八团第七连（2公分4门）、砲兵第四十二团第十三连、绥署高射砲（2公分）

  - 軍直屬隊有兩個步兵補充團、兩個戰車團、裝甲車搜索團、重砲兵團、汽車兵團、工兵團、輜重兵團[12]:93。

#### 桂軍
- 國民革命軍第三十一軍（軍長：韋雲淞）
  - 一三一師（師長：賀維珍）
  - 一三五師（師長：蘇祖馨）
  - 一八八師（師長：魏鎮）

- 國民革命軍第四十六軍（軍長：何宣）
  - 一七〇師（師長：黎行恕）
  - 一七五師（師長：馮璜）
  - 新編十九師（師長：黃固）

合計約6萬餘人

### 日本帝國陸軍
- 桂南地區的日軍僅一個師團、一個旅團共一萬七千人
- 第5師團─師團長：今村均中將
  - 歩兵第21旅團（中村支隊）─旅團長：中村正雄少將 †（戰死後、坂田大佐代理）
    - 步兵第21聯隊─聯隊長：三木吉之助大佐
      - 步兵第42聯隊第2大隊（松本大隊）─大隊長：松本總三郎少佐

    - 步兵第42連隊─聯隊長：坂田元一大佐

  - 步兵第9旅團（及川支隊）─旅團長：及川源七少將（1月1日以後）
- 台灣步兵第1聯隊─聯隊長：林義秀大佐
- 台灣步兵第2聯隊─聯隊長：渡邊信吉大佐
- 第21獨立飛行隊（九七式輕轟炸機）、由海軍・第3聯合航空隊支援
- 植田騎兵聯隊
- 砲兵第5聯隊（兩個中隊）

對反坦克作戰使用過九四式37mm速射砲、改造三八式野砲，及四一式山砲（聯隊砲）等火砲武器。

### 引用文獻
- 防衛研修所戦史室　『支那事変陸軍作戦（3）昭和十六年十二月まで』　朝雲新聞社〈戦史叢書〉、1975年。
- 越智春海 『華南戦記 広東攻略から仏印進駐まで』 図書出版社、1988年。
- 伊藤桂一 『南京城外にて』 光人社、2001年。 ISBN 978-4769809951
- 児島襄 『日中戦争（5）』 （文春文庫） 文藝春秋、1988年。 ISBN 9784167141332
- 滕昕雲. . 老戰友工作室. 2010. ISBN 9789868429727.

### 書籍
- 中華民國國防大學編，《中國現代軍事史主要戰役表》
- 何應欽，《日軍侵華八年抗戰史》，1982年，臺北，黎明文化事業公司
- 中华书局,《中国事变陆军作战史》，1980年